# Tadeusz Leliwa
Tadeusz Leliwa, Leliwa-Kopystyński, właśc. Wincenty Tadeusz Kopystyński herbu Leliwa (ur. 19 lipca 1875 w Tepliku, zm. 19 listopada 1929 w Warszawie) – polski śpiewak operowy, tenor.

## Życiorys
Był synem Józefa Jana Kopystyńskiego herbu Leliwa i Heleny z Lewickich. Studiował medycynę w Kijowie i prawo w Warszawie. Lekcje śpiewu pobierał w Paryżu u Jana Reszkego. Na scenie operowej zadebiutował w sezonie 1901/1902 w Saratowie, następnie występował w Kijowie. Sprowadzony przez Stanisława Barcewicza do Teatru Narodowego w Warszawie, występował tam jako Radames w Aidzie, Książę Mantui w Rigoletcie, Jontek w Halce, Herman w Damie pikowej, Alfred w Traviacie, Canio w Pajacach, Fernand w Faworycie, Enzo w Giocondzie. Do jego popisowych ról należała także partia tytułowa w operze Giacomo Oreficego Chopin.
Sprowadzony przez zachwyconego jego głosem Ruggera Leoncavalla do Mediolanu, wystąpił tam w 1904 roku na deskach Teatro Lirico w Zazie. Leoncavallo powierzył mu także rolę tytułową w swojej operze Roland z Berlina. W kolejnych latach występował w Neapolu i Turynie. W 1907 roku kreował rolę Radamesa w Aidzie na deskach mediolańskiej La Scali. Śpiewał gościnnie w Madrycie, Barcelonie, Lizbonie, Londynie, Nowym Jorku, Chicago i Bostonie. W latach 1910–1913 występował w Warszawie i na scenach rosyjskich. Podczas I wojny światowej przebywał w Kijowie.
Od 1905 roku stopniowo tracił słuch, w związku z czym w 1919 roku ostatecznie wycofał się ze sceny. W okresie dwudziestolecia międzywojennego uczył śpiewu w Warszawie, prowadził Operowe Studio Wokalne. Do grona jego uczniów należeli Jan Kiepura, Lucyna Messal i Aleksander Michałowski. Został pochowany na cmentarzu ewangelicko-augsburskim w Warszawie.